# Серпокрилець гімалайський
Серпокрилець гімалайський (Apus acuticauda) — вид птахів родини серпокрильцевих (Apodidae).

## Поширення
Вид відомий лише з кількох гніздових колоній у передгір'ях Гімалаїв у Бутані та на пагорбах Мегхалая, Нагаленд і Мізорам, північно-східна Індія. Його сезонні переміщення та місця зимівлі практично невідомі. Є записи протягом року з Індії та під час нерозмножувального сезону з північно-західного Таїланду та Юньнані (Китай). Є непідтверджені повідомлення про вид з М'янми. У відомих гніздових колоніях кількість птахів коливається від кількох до понад 250, а загальна популяція не може перевищувати 1000 особин.